# Josef Polomský (odbojář)
Josef Polomský (11. února 1924 Frýdek-Místek – 1. srpna 1951 Ostrava) byl český úředník a protikomunistický odbojář odsouzený komunistickým režimem k trestu smrti a popravený v roce 1951.

## Životopis
Narodil se v roce 1924 ve Frýdku-Místku. Působil jako podporučík v záloze. Do roku 1947 byl členem Československé armády. Byl rovněž technický úředník a pracoval také ve Vítkovických železárnách. Byl členem Československé strany lidové.

### Po únoru 1948
Po únorovém převratu se měl podle Státní bezpečnosti zúčastnit protistátního spiknutí jako člen skupiny Jana Buchala, přičemž Polomský měl zajistit v rámci údajného připravovaného převratu na Ostravsku vojenskou podporu akci. V rámci Akce Beskyd byl v říjnu 1949 zatčen. Za trestné činy velezrady, vyzvědačství a válečné škůdství byl v prosinci 1950 v politickém procesu odsouzen k trestu smrti. Popraven byl v srpnu 1951.

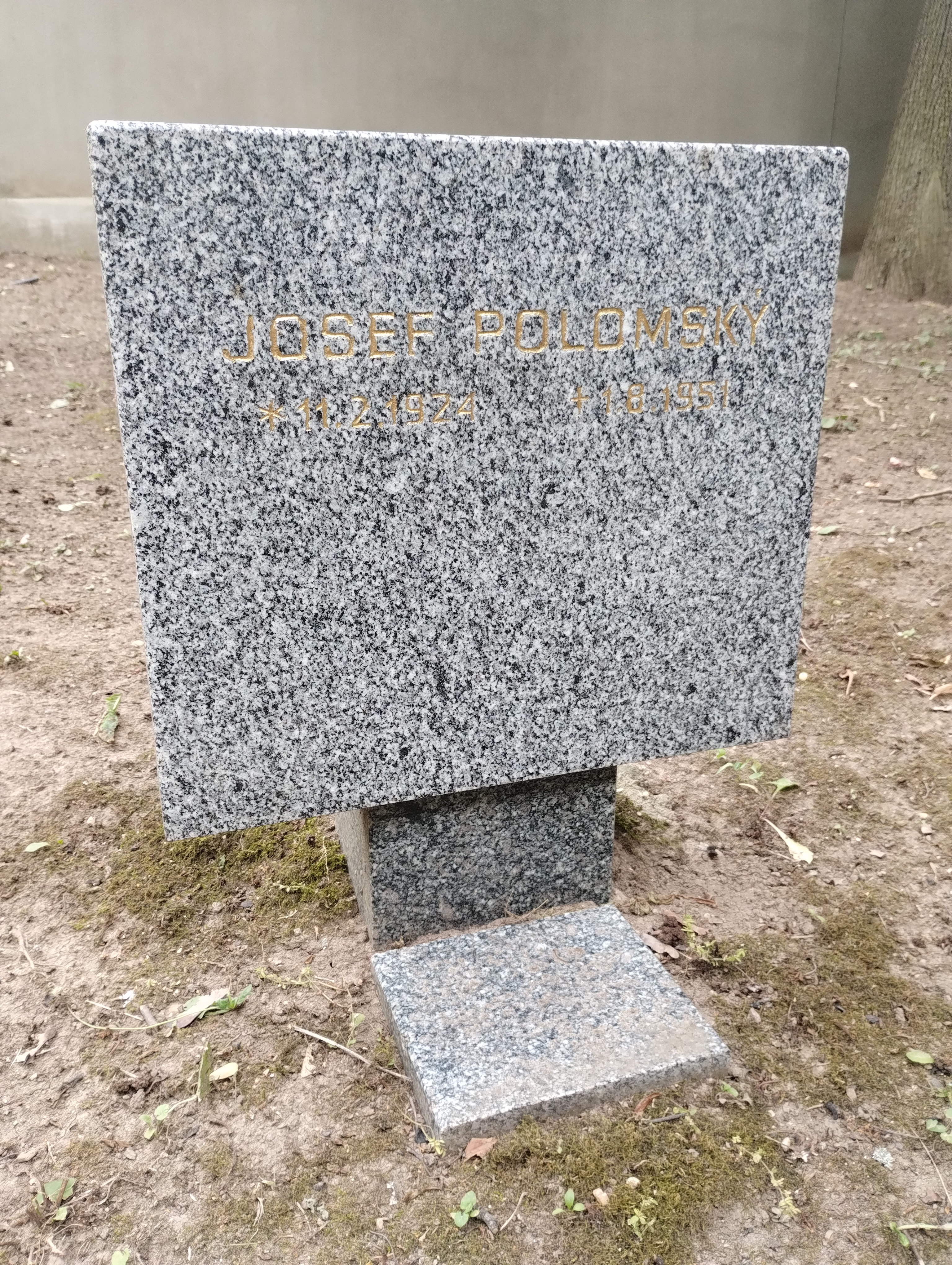
Symbolický náhrobek J. Polomského na Čestném pohřebišti v Ďáblicích

V prosinci 2006 byla na budově Krajského soudu v Ostravě instalována pamětní deska mj. i s jeho jménem.